# Кайра товстодзьоба

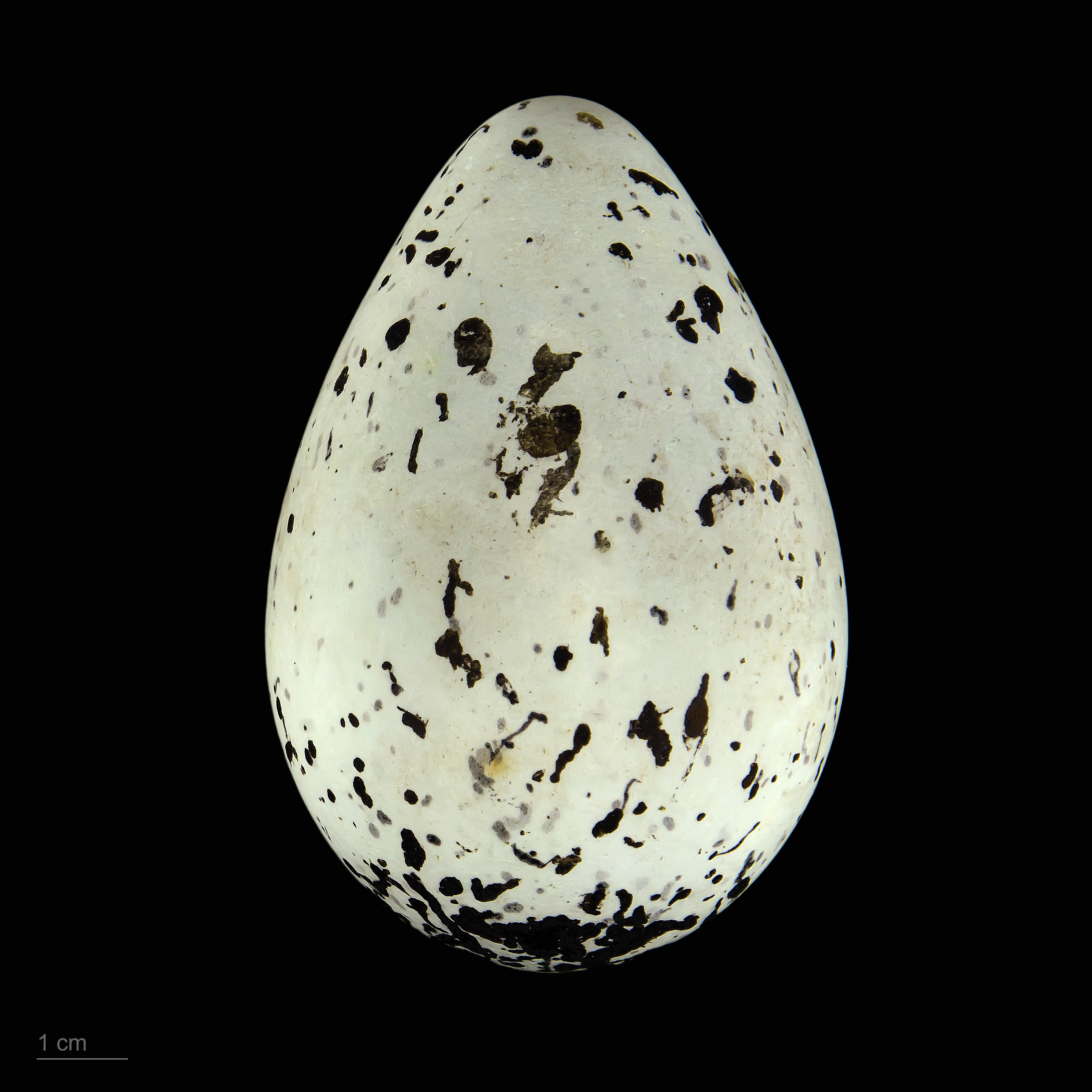
яйце Uria lomvia - Тулузький музей

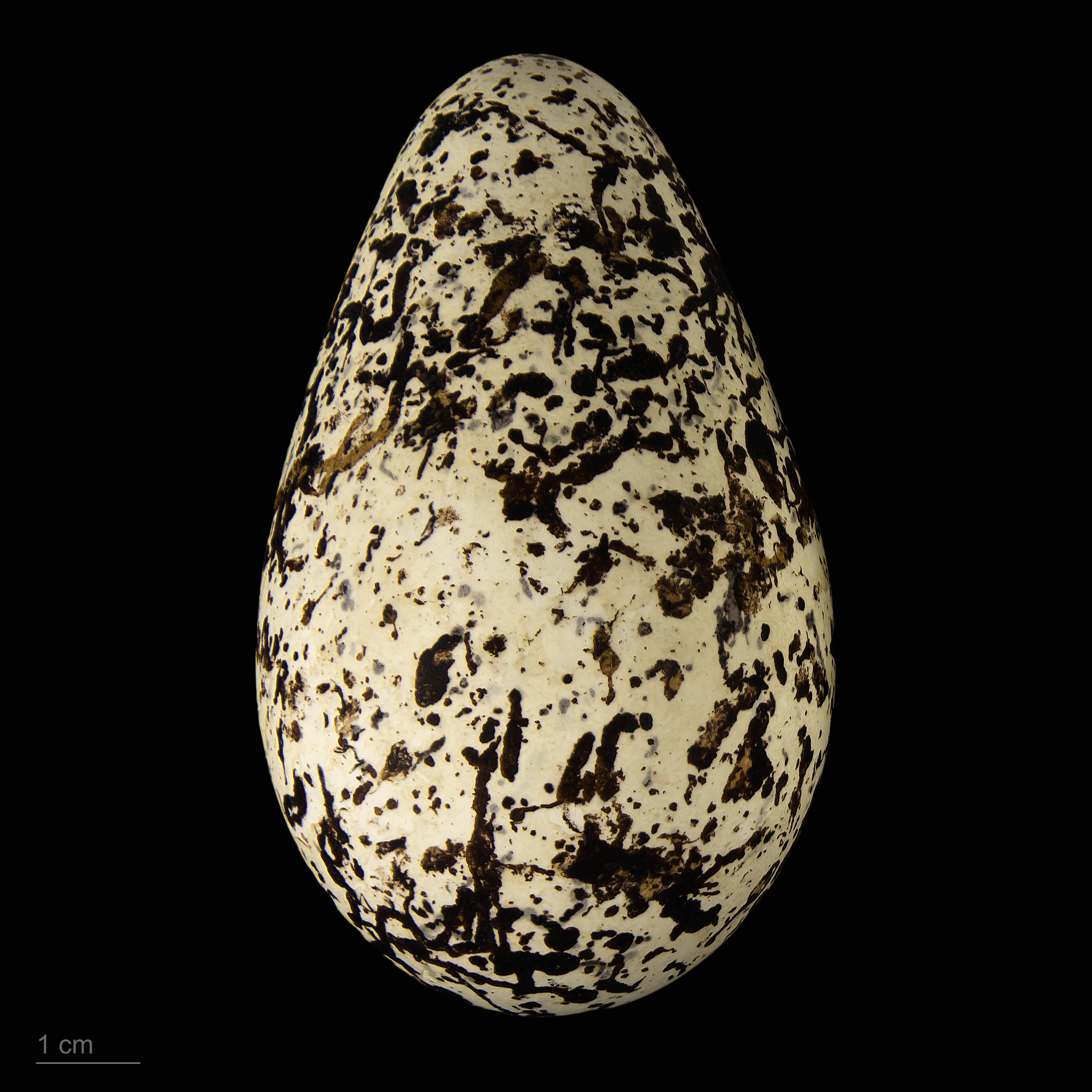
яйце Uria lomvia lomvia - Тулузький музей

Кайра товстодзьоба (Uria lomvia) — вид сивкоподібних птахів родини алькових (Alcidae).

## Поширення
Гніздиться у великих колоніях на островах, скелях і скелястих берегах у полярних і субполярних районах Північної півкулі. Поширений на Алясці, півночі Канади, в Гренландії, Ісландії, на Шпіцбергені, на півночі Норвегії, островах Арктичного океану, узбрежжі та островах Охотського моря, на Сахаліні та Хокайдо. Зимує в Північній та Західній Європі, Росії, Японії, на західному узбережжі США, на півострові Лабрадор та на деяких островах Північної Атлантики, таких як Ньюфаундленд та Фарерські острови.

## Опис
Найбільший сучасний представник родини. Тіло завдовжки 40-48 см, розмах крил 60-81 см. Вага — 730—1480 г. Птахи з тихоокеанської популяції більші за атлантичних. Верхня частина тіла чорного кольору, нижня — біла. Дзьоб довгий та товстих, з білою смугою по боках.

## Спосіб життя
У негніздовий період живе у морі, де температура води не перевищує 8 °C. Живиться рибою, ракоподібними, молюсками. За здобиччю пірнає у воду. Птах може затримувати дихання на 4 хв та пірнати на глибину до 150 м (зазвичай 20-40 м). Гніздиться у великих галасливих колоніях на скелястих островах та узбережжях. Щільність у деяких колоніях сягає 2-3 гнізд на 1 м². Єдине яйце відкладає прямо серед голого каміння. Насиджують обидва батьки. Пташеня у гнізді перебуває 18-25 днів. Дочекавшись нічного припливу пташеня зістрибує зі скелі у море разом з самцем. У морі самець і пташеня залишаються разом близько 8 тижнів.